# NGC 80
NGC 80 је елиптична галаксија у сазвежђу Андромеда која се налази на NGC листи објеката дубоког неба.
Деклинација објекта је + 22° 21' 28" а ректасцензија 0h 21m 10,9s. Привидна величина (магнитуда) објекта NGC 80 износи 12,2 а фотографска магнитуда 13,2. Налази се на удаљености од 94,398 милиона парсека од Сунца. NGC 80 је још познат и под ознакама UGC 203, MCG 4-2-4, CGCG 479-6, PGC 1351.